# Ostratice
Ostratice (em húngaro: Sándori) é um município da Eslováquia, situado no distrito de Partizánske, na região de Trenčín. Tem 11,31 km² de área e sua população em 2018 foi estimada em 818 habitantes.

## Demografia
| Ano:        | 1994 | 2004   | 2014   | 2024   |
| ----------- | ---- | ------ | ------ | ------ |
| Broj ljudi: | 758  | 802    | 837    | 779    |
| Razlika:    |      | +5,80% | +4,36% | -6,92% |

| Ano:               | 2023 | 2024   |
| ------------------ | ---- | ------ |
| Número de pessoas: | 790  | 779    |
| Diferença:         |      | -1,39% |